# 別当寺
別当寺（べっとうじ）とは、専ら神仏習合が行われていた江戸時代以前に、神社を管理するために置かれた寺のこと。神前読経など神社の祭祀を仏式で行い、その主催者を別当（社僧の長のこと）と呼んだことから、別当の居る寺を別当寺と称した。神宮寺（じんぐうじ）、神護寺（じんごじ）、宮寺（ぐうじ、みやでら）なども同義。

## 概要
別当とは、すなわち「別に当たる」であり、本来の意味は、「別に本職にあるものが他の職をも兼務する」という意味であり、「寺務を司る官職」である。
別当寺は、本地垂迹説により、神社の祭神が仏の権現であるとされた神仏習合の時代に、「神社はすなわち寺である」とされ、神社の境内に僧坊が置かれて渾然一体となっていた。神仏習合の時代から明治維新に至るまでは、神社で最も権力があったのは別当であり、宮司はその下に置かれた。
別当寺が置かれた背景には、戸籍制度が始まる以前の日本では、寺院の檀家帳が戸籍の役割を果たしたり、寺社領を保有し、通行手形を発行するなど寺院の権勢が今よりも強かったことがあげられる。一つの村に別当寺が置かれると、別当寺が、村内の他のいくつかの神社をも管理した。神仏にかかわらず、一つの宗教施設、信仰のよりどころとして一体のものとして保護したのである。
また、神道において、祭神は偶像ではない。神の拠代として、神器を奉ったり、自然の造形物を神に見立てて遥拝しているが、別当寺を置くことにより、神社の祭神を仏の権現(本地仏)とみなし、本地仏に手を合わせることで、神仏ともに崇拝することができた。
別当が置かれたからといって、その神社が仏式であったということではない。宮司は神式に則った祭祀を行い、別当は本地仏に対して仏式に則った勤行を行っていた。信徒は、神式での祭祀を行う一方で、仏式での勤行も行った。神仏習合の時代には普通に見られた形態である。
明治時代の神仏分離令により、神道と仏教は別個の物となり、両者が渾然とした別当寺はなくなっていった。

## 注
1. ↑  752年（天平勝宝4年）、良弁が東大寺の別当に任じられる。